# Пущинская среда
«Пу́щинская среда́» — еженедельная и единственная газета городского округа Пущино Московской области. Выпускается при поддержке правительства Московской области. Является официальным органом размещения нормативно-правовых актов администрации Пущинского района.
Газета распространяется по подписке (значительная часть тиража приходится на корпоративную подписку градообразующих предприятий) и в розницу. Часть тиража выходит бесплатно в общественных местах. Несмотря на то, что в названии газеты содержится намёк на выход по средам, она выходит по четвергам.
Материалы, публикуемые на страницах городской газеты, рассчитаны на широкий круг читателей. Со страниц «Пущинской среды» жители Пущино узнают о деятельности органов законодательной и исполнительной власти и местного самоуправления Московской области, научно-исследовательских институтов и президиума Пущинского научного центра, знакомятся с проблемами социально-экономической, политической, духовной, культурной и спортивной жизни Московской области и города Пущино.
Сайт издания обновляется несколько раз в день. Наиболее важные новости публикуются в группах Пущинского информационного агентства в социальных сетях. Здесь читатели задают вопросы и комментируют события в городе.
«Пущинская среда» выходит тиражом 2000 экземпляров, объёмом 16 полос в полном цвете.

## История
Издание было основано в 1995 году Натальей Суминой — главным редактором газеты до 26 декабря 2014 года.
В ноябре 1995 года было предпринято несколько попыток об издании первого номера газеты. Сначала поступило обращение в Отдел научно-технической информации Пущинского научного центра РАН, однако заказ не был взят. Затем было принято решение отпечатать номер в Москве на «Ризографе», сотрудники издания обзвонили несколько московских фирм и договорились о размещении заказа на 990 экземпляров. Однако всё оказалось безуспешно — все «Ризографы», сделанные тремя фирмами, были меньшего формата. Тогда сотрудники газеты поехали в Подольск на Фабрику офсетной печати. Сотрудники фабрики уже вечером встретили сотрудников газеты, приняли заказ, и в течение часа газета была напечатана. Первый номер «Пущинской среды» был напечатан всего на четырёх полосах.
Нынешними учредителями еженедельной общественно-политической городской газеты «Пущинская среда» и городской телевизионной программы «ТВС Пущино» являются «Пущинское информационное агентство Московской области» и администрация муниципального образования Московской области «Городской округ Пущино».
15 января 2007 года было учреждено «Пущинское информационное агентство Московской области». С 1 февраля все сотрудники редакции «Пущинской среды» были в него переведены.
В 2016 году «Пущинская среда» вошла в состав Пущинского информационного агентства.
С 29 декабря 2014 года главным редактором издания является Сергей Белов. По состоянию на сентябрь 2021 года штат сотрудников состоит из 9 человек.